# 倉田和四生
倉田 和四生（くらた わしお、1929年（昭和4年）7月22日 - 2023年（令和5年）4月3日） は、日本の社会学者。専門は都市社会学（特に人口論）、その一方で社会福祉学にも造詣を持った。
関西学院大学名誉教授、順正短期大学第8代学長。また岡山県高梁市にフィールドワーク域を持つ郷土史家でもある。
元、関西学院大学および吉備国際大学ならびに吉備国際大学大学院の社会学部教授であり、両大学において、それぞれ学部長を務めた。吉備国際大学においては副学長を務めていた時期もある。

## 人物
熊本県天草郡天草町高浜出身。倉田政造とサヨカ夫妻の間に8人兄弟の三男として昭和四年に出生する。生まれ年にちなみ『和四生』と命名された。姉（兄弟の長女）である笹木笑子（旧姓：倉田笑子）は上方歌舞伎役者である高砂屋五世中村福助の妻。
1944年に海軍飛行予科練習生に志願し、乙種23期生一四九分隊の第一班に編入する。のち佐世保鎮守府第5特攻戦隊の第32突撃隊本部に配され、鹿児島県鹿屋に拠を置いた特攻中隊第三小隊に属する。兵籍番号は佐志飛第32414。小隊において海軍飛行兵長となるも出撃に至ることなく1945年8月15日に同地で終戦を迎えた。
終戦によって復員を果たした事から、改めて学問を志して長崎市立高等学校（定時制夜間部）に入学し、1951年に卒業。進学を目的として、嫁したのち大阪府箕面市に居していた姉のもとに下宿する。進学先を模索する中、姉の知人縁者に大道安次郎ゼミの出身者がいたことから関西学院大学を勧められ、また姉より「関西学院大学に進学するなら、このまま家から通ってもよい」と言われたことから関西学院大学へと進学する。
1955年に関西学院大学文学部社会学科を卒業し、1957年に同大学の大学院にて修士課程を修了後、そのまま母校の助手となり専任講師、助教授を務め教授となった。1965年よりフルブライト奨学金により2年間マサチューセッツ大学に留学し、1971年に母校にて文学博士となっている。なお、この留学の直前に結婚している。この当時においては、海外における都市社会学論文の訳書およびその研究が中心であり、それに関し現在でも基礎利用される論文の訳書が多い。また助手時代、片手間ではあるが出身地近辺の隠れキリシタンに関する論文を関西学院内限定の形で出している。一方で関西学院大学時代に竹内愛二の薫陶を受けていた事から社会福祉学にも理解・造詣が深く、これに自身の専門領域である都市社会学を絡めて論じた執筆書もある。社会学部長時代の1978年には理論社会学の第一人者であるタルコット・パーソンズを客員教授として招き、同教授による集中講義および講演を催して、学内外での学問的水準を高める活動に注力した。
社会における活動としては、文科省学術審議会専門委員をはじめ、兵庫県、神戸市。宝塚市、三田市の審議会や委員会などに参与。シカゴ学派社会学のアプローチを分析手段として用い神戸市の歴史経緯や社会的な地理特性などを勘案し、これらを観光資源において効果的に活用する取り組みを行った。また、この取り組みの一環として「さらに明るい町つくりを！」のスローガンを立て、これを目指すため問題点を社会学を用い鋭く分析し、当時に求められた研究テーマに鋭く切り込んだ。この功績により1985年、神戸市から防災功労（学術研究）賞を受けている。
関西学院大学を定年前に退任後、岡山県高梁市にある学校法人高梁学園に教授として招かれ、同学園が運営する社会学系大学である吉備国際大学で教鞭を振るう。2002年に吉備国際大学副学長となった後、2004年からは同じ高梁学園の経営による系列の保健学および看護学福祉学系の短期大学であり、吉備国際大学の源流校でもある順正短期大学の第8代学長に就任した。しかし同年の8月16日、最初の米国留学より長らく連れ立ってきた妻・美枝子と死別。
順正短大の学長就任を機として、岡山四聖人の一人として知られる家庭学校の創始者留岡幸助や、自身が学長を務める順正短期大学が学祖加計勉と共に源流として仰ぐ福西志計子など、高梁基督教会堂を中心とした高梁市における、伝道前史を含めた明治期のキリスト教史を研究する。
その結果として、高梁周辺域のキリスト教伝播は単なるキリスト教伝道による思想の広がりではなく、その源流には儒者にして漢学者である山田方谷による至誠惻怛の思想と教育があり、この思想土壌に新島襄の伝道が接木されて独自のキリスト教思想が拓かれ、のち高梁の人々や岡山四聖人らの福祉思想の原点になっていった事を唱えた。また倉田は、この思想はさらに後になって法学者・中島重の唱える社会的基督教の素地のひとつとして発展し、彼が教鞭を振るった同志社大学や関西学院大学において大きな影響を与えたとする。
2007年、春の叙勲において瑞宝中綬章を賜る。
2008年に吉備国際大学を退職し、社会学者としては一線を退くも、高梁市の郷土史家としては現在でも研究書が出ており定期的な活動が見られる。
2010年以降も執筆活動を行っており、関西学院大学出版や吉備人出版などより著述が出版されている。

## 略歴
- 1929年：熊本県天草郡天草町高浜に生まれる
- 1944年：海軍飛行予科練習生に志願。佐世保鎮守府第5特攻戦隊の第32突撃隊本部(鹿児島県鹿屋)に配される。
- 1945年：終戦により復員。学問を志すに至る。
- 1951年：長崎市立高等学校を卒業[3]
- 1955年：関西学院大学 文学部 社会学科を卒業
- 1957年：関西学院大学 大学院 修士課程を修了し、関西学院大学 文学部 社会学科 助手職に
- 1960年：関西学院大学 文学部 社会学科 専任講師 就任
- 1964年：関西学院大学 文学部 社会学科 助教授 就任
- 1965年：マサチューセッツ大学に2年間留学
- 1971年：文学博士号取得。関西学院大学 社会学部 社会学科 教授 就任
- 1976年：関西学院大学 社会学部 学部長 就任
- 1997年：定年により関西学院大学を退職、同大学の名誉教授に就任。吉備国際大学に社会学部の教授として招聘される。
- 1999年：吉備国際大学 社会学部 学部長 就任
- 2002年：吉備国際大学 副学長 就任
- 2004年：吉備国際大学 副学長を退任、順正短期大学 第8代学長 就任、高梁郷土史の研究に着手
- 2006年：順正短期大学 学長を退任、吉備国際大学 大学院教授 就任
- 2007年：春の叙勲にて瑞宝中綬章を賜る
- 2008年：定年により吉備国際大学を退職

## 所属学会
※ Researchmapによる記述
- 日本社会学会
- 日本都市社会学会
- 日本都市学会
- 近畿都市学会
- 日本人口学会

## 主な受賞
- 1972年5月　第2回 奥井賞[注 13]（『都市化の社会学』）
- 1985年9月　神戸市防災功労賞（防災コミュニティの学術研究に対して）
- 2007年5月　瑞宝中綬章

## 主な著述

### 社会学関連

#### 翻訳
- 人口と社会システム（J.M.ビッシャーズ著、鹿島出版会、1971年）
- 近隣住区論（C.A.ペリー著、鹿島出版会、1975年）
- 社会システム概論（タルコット・パーソンズ著、晃洋書房、1978年）
- 社会システムの構造と変化（タルコット・パーソンズ著、創文社、1984年）
- カナダ多民族社会の構造 -エスニック集団はなぜ存続するか-（ジェフリー・G・ライツ著、晃洋書房、1994年）

#### 単著
- 都市化の社会学（法律文化社、1970年）
- 都市コミュニティ論（法律文化社、1985年）
- 北米都市におけるエスニック・マイノリティ（ミネルヴァ書房、1997年）
- 防災福祉コミュニティ-地域福祉と自主防災の統合-（ミネルヴァ書房、1999年）

#### 共著・編著
- 都市（R.E.パーク他数名共著、鹿島出版会、1972年）共同翻訳書
- 長寿社会の展望と課題（1993年、ミネルヴァ書房）浅野仁[注 14] 他 共同編著

### 高梁郷土史関連

#### 単著（郷土史）
- 留岡幸助と備中高梁 -石井十次・山室軍平・福西志計子との交友関係-（吉備人出版、2005年）
- 福西志計子と順正女学校 -山田方谷・留岡幸助・伊吹岩五郎との交友-（吉備人出版、2006年）
- 山田方谷の陽明学と教育理念の展開（明徳出版社、2009年）
- 中島重と社会的基督教 -暗い谷間を照らした一筋の光芒-（関西学院大学出版会、2015年）
- 山田方谷の陽明学と教育実践（大学教育出版、2015年）

#### 共著・編著（郷土史）
- 久山康先生その思想と実践（関西学院大学出版会、2017年）《『久山康先生その思想と実践』刊行編集委員会 編》名義。萬成博[注 15]との共著。

### 参考・引用
1. 1 2  『人口と社会システム』（J.M.ビッシャーズ著・倉田和四生・訳 鹿島出版会 刊 1971年初版）訳者経歴より
2. ↑  『都市コミュニティ論』（倉田和四生・著 法律文化社 刊 1985年初版）著者経歴より
3. 1 2 3 4  関西学院大学論文データベース・社会学部紀要第76号冒頭より
4. ↑  『福西志計子と順正女学校』（倉田和四生・著、吉備人出版 2006年）p.316
5. ↑  『留岡幸助と備中高梁』（倉田和四生・著、吉備人出版 2005年）p.308
6. ↑  『留岡幸助と備中高梁』（倉田和四生・著、吉備人出版 2005年）p.310
7. ↑  “春の叙勲・褒章（平成19年5月 第2272号）”. 日本私立大学協会 教育学術オンライン. (2007年5月9日) 2019年5月21日閲覧。 {{cite news}}: |date=の日付が不正です。 (説明)⚠